# Gloche
Gloche – gaun wikas samiti w środkowej części Nepalu  w strefie Bagmati w dystrykcie Sindhupalchowk. Według nepalskiego spisu powszechnego z 2001 roku liczył on 701 gospodarstw domowych i 3814 mieszkańców (1844 kobiet i 1970 mężczyzn).